# 紀元前483年
紀元前483年（きげんぜん483ねん）は、ローマ暦の年である。
当時は、「ウィブラヌスとポティトゥスが共和政ローマ執政官に就任した最初の年」として知られていた（もしくは、それほど使われてはいないが、ローマ建国紀元271年）。紀年法として西暦（キリスト紀元）がヨーロッパで広く普及した中世時代初期以降、この年は紀元前483年と表記されるのが一般的となった。

## 他の紀年法
- 干支 : 戊午
- 日本
  - 皇紀178年
  - 懿徳天皇28年
- 中国
  - 周 - 敬王37年
  - 魯 - 哀公12年
  - 斉 - 簡公2年
  - 晋 - 定公29年
  - 秦 - 悼公8年
  - 楚 - 恵王6年
  - 宋 - 景公34年
  - 衛 - 出公10年
  - 陳 - 湣公19年
  - 蔡 - 成侯8年
  - 鄭 - 声公18年
  - 燕 - 孝公10年
  - 呉 - 夫差13年
- 朝鮮
  - 檀紀1851年
- ベトナム :
- 仏滅紀元 : 62年
- ユダヤ暦 : 3278年 - 3279年

## できごと

### ペルシア
- アケメネス朝ペルシアの王クセルクセス1世は、従兄弟で義兄弟のマルドニオスから、ギリシアからの亡命部隊の支援を得て、紀元前490年のマラトンの戦いの復讐を行うようそそのかされた。それに従って、クセルクセス1世はギリシアへの遠征の準備を進めた。紀元前492年に多くの兵を失った事態が再び起こるのを避けるため、クセルクセス1世はアトス山の岬を切り開いて運河を作った。

### ギリシア
- アテナイのアルコンであるテミトクレスは、ギリシアは海戦でペルシアを破るべきであることに気づいた。しかし、この戦略を実行するためには、アテナイには、現有の70隻よりも遙かに多くの三段櫂船が必要であった。テミトクレスは、当初は他の指導者から反対されていたが、ラブリオの公営銀山で多くの銀が産出されると、議会を説得し、余剰金の全てを海軍の増強に回して200隻を建造した。

### インド
- 釈迦の遺骨（仏舎利）は8つの部分に分けられ、8つの聖骨箱に分納された。それぞれの聖骨箱は、卒塔婆と呼ばれる埋葬塚に収められた。アショーカ王は8つの卒塔婆を開き、遺骨をさらに多くの卒塔婆に分けた。恐らくそのうちの1つはサーンチーであると考えられている。

### 中国
- 呉と魯が橐皋で会合した。
- 魯と衛と宋が鄖で会合した。
- 宋の向巣が鄭を攻撃して鍚を占領し、元公の孫を殺し、嵒を包囲した。鄭の罕達が嵒を救援し、宋軍を包囲した。

## 死去
- 5月 - 釈迦:仏教の創始者（紀元前563年生）